# المصدر
ال-موسادار یک منطقهٔ مسکونی در فلسطین است.

## خصوصیات
ال-موسادار ۱٬۸۴۰ نفر جمعیت دارد.